# Parathyreus trituberculatus
Parathyreus trituberculatus is een keversoort uit de familie cognackevers (Bolboceratidae). De wetenschappelijke naam van de soort werd in 1843 gepubliceerd door Johann Christoph Friedrich Klug.